# Liste de synagogues de Tunisie
La liste de synagogues de Tunisie est établie par Colette Bismuth-Jarrassé et Dominique Jarrassé et publiée dans leur ouvrage Synagogues de Tunisie : monuments d'une histoire et d'une identité en 2010.

## Gouvernorat de l'Ariana
| Localité | Nom                       | Image                     | Coordonnées ou adresse       | État                                     | Références |
| -------- | ------------------------- | ------------------------- | ---------------------------- | ---------------------------------------- | ---------- |
| Ariana   | Temple El Ghriba          | Temple El Ghriba          | 36° 51′ 38″ N, 10° 11′ 28″ E | En activité                              | [ 1 ]      |
| Ariana   | Temple Menahem Zeitoun    | Temple Menahem Zeitoun    | 36° 51′ 30″ N, 10° 11′ 24″ E | Désaffectée et reconvertie en habitation | [ 1 ]      |
| Ariana   | Temple Samuel Zeitoun     | Temple Samuel Zeitoun     | 36° 51′ 38″ N, 10° 11′ 29″ E | Abandonnée                               | [ 1 ]      |
| Ariana   | Temple Nino Benattar      | Temple Nino Benattar      | 36° 51′ 35″ N, 10° 11′ 20″ E | Désaffectée et reconvertie en habitation | [ 1 ]      |
| Ariana   | Temple Caïd Abraham       | Temple Caïd Abraham       | 36° 51′ 35″ N, 10° 11′ 26″ E | Désaffectée et reconvertie en habitation | [ 1 ]      |
| Ariana   | Temple Rebbi Haïm Khemani | Temple Rebbi Haïm Khemani | 36° 51′ 31″ N, 10° 11′ 25″ E | Désaffectée et reconvertie en habitation | [ 1 ]      |
| Ariana   | Temple Rebbi Haï Cohen    | Temple Rebbi Haï Cohen    | 36° 51′ 29″ N, 10° 11′ 32″ E | Désaffectée et reconvertie en habitation | [ 1 ]      |
| Ariana   | Temple Bet Abraham Soria  | Temple Bet Abraham Soria  | 36° 51′ 26″ N, 10° 11′ 20″ E | Détruite (années 1980)                   | [ 1 ]      |
| Ariana   | Temple Kouttab Kisraoui   | Temple Kouttab Kisraoui   | 36° 51′ 30″ N, 10° 11′ 25″ E | Désaffectée et reconvertie en habitation | [ 1 ]      |
| Ariana   | Temple Salomon Lumbroso   | Temple Salomon Lumbroso   | 36° 51′ 32″ N, 10° 11′ 23″ E | Désaffectée et reconvertie en habitation | [ 1 ]      |
| Ariana   | Temple Roubine Azoulay    | Temple Roubine Azoulay    | Nouvelle Ariana              | Désaffectée et reconvertie en habitation | [ 1 ]      |

## Gouvernorat de Béja
| Localité      | Nom                      | Image                    | Coordonnées                 | État                                                   | Références |
| ------------- | ------------------------ | ------------------------ | --------------------------- | ------------------------------------------------------ | ---------- |
| Béja          | Synagogue Rebbi Fraji    | Synagogue Rebbi Fraji    | 36° 43′ 29″ N, 9° 11′ 04″ E | Désaffectée                                            | [ 2 ]      |
| Béja          | Grande synagogue         | Grande synagogue         | 36° 43′ 28″ N, 9° 11′ 00″ E | Désaffectée et reconvertie en local pour les scouts    | [ 3 ]      |
| Béja          | Synagogue Fitoussi       | Synagogue Fitoussi       | 36° 43′ 36″ N, 9° 10′ 53″ E | Désaffectée                                            | [ 4 ]      |
| Béja          | Synagogue Tubiana        | Synagogue Tubiana        | 36° 43′ 24″ N, 9° 11′ 13″ E | Désaffectée                                            | [ 5 ]      |
| Béja          | Synagogue Boubli et Lévy | Synagogue Boubli et Lévy | 36° 43′ 29″ N, 9° 11′ 13″ E | Désaffectée                                            | [ 5 ]      |
| Béja          | Synagogue Fella Sarfati  | Synagogue Fella Sarfati  | 36° 43′ 25″ N, 9° 11′ 05″ E | Désaffectée                                            | [ 5 ]      |
| Medjez el-Bab | Synagogue                | Medjez el-Bab            | 36° 38′ 57″ N, 9° 36′ 30″ E | Désaffectée et reconvertie en kouttab puis désaffectée | [ 6 ]      |
| Testour       | Synagogue                | Testour                  |                             | En ruine                                               | [ 7 ]      |

## Gouvernorat de Ben Arous
| Localité   | Nom                      | Image                    | Coordonnées ou adresse | État                                                 | Références |
| ---------- | ------------------------ | ------------------------ | ---------------------- | ---------------------------------------------------- | ---------- |
| Hammam Lif | Synagogue Bit Sefer Ibri | Synagogue Bit Sefer Ibri | rue du Théâtre         | Désaffectée et reconvertie en bibliothèque enfantine | [ 8 ]      |

## Gouvernorat de Bizerte
| Localité         | Nom                | Image              | Coordonnées ou adresse       | État                                                 | Références |
| ---------------- | ------------------ | ------------------ | ---------------------------- | ---------------------------------------------------- | ---------- |
| Bizerte          | Synagogue du R'baâ | Synagogue du R'baâ | place de France              | Détruite (1942)                                      | [ 9 ]      |
| Bizerte          | Grande synagogue   | Grande synagogue   | 37° 16′ 26″ N, 9° 52′ 27″ E  | Désaffectée et reconvertie en bibliothèque régionale | [ 10 ]     |
| Ghar El Melh     | Synagogue          | Ghar El Melh       | 37° 10′ 13″ N, 10° 11′ 18″ E | Désaffectée                                          | [ 11 ]     |
| Mateur           | Synagogue          | Mateur             |                              | Abandonnée                                           | [ 12 ]     |
| Menzel Bourguiba | Synagogue          | Menzel Bourguiba   | rue Marceau                  | Désaffectée                                          | [ 13 ]     |
| Ras Jebel        | Synagogue          | Ras Jebel          |                              | Détruite                                             | [ 11 ]     |

## Gouvernorat de Gabès
| Localité | Nom                      | Image                    | Coordonnées                  | État                                                                    | Références |
| -------- | ------------------------ | ------------------------ | ---------------------------- | ----------------------------------------------------------------------- | ---------- |
| Gabès    | Synagogue de Menzel      | Synagogue de Menzel      | 33° 52′ 53″ N, 10° 05′ 16″ E | Détruite (années 1980)                                                  | [ 14 ]     |
| Gabès    | Synagogue de Bab El Bhar | Synagogue de Bab El Bhar |                              | En activité                                                             | [ 15 ]     |
| Gabès    | Synagogue de Djara       | Synagogue de Djara       | 33° 53′ 20″ N, 10° 05′ 50″ E | Désaffectée et reconvertie en entrepôt                                  | [ 16 ]     |
| Gabès    | Synagogue de Petit Djara | Synagogue de Petit Djara |                              | Détruite                                                                | [ 16 ]     |
| Gabès    | Synagogue Habroun        | Synagogue Habroun        |                              | Détruite                                                                | [ 15 ]     |
| Gabès    | Oratoire de la Gare      | Oratoire de la Gare      |                              | Détruite                                                                | [ 15 ]     |
| El Hamma | Synagogue                | El Hamma                 |                              | Désaffectée et reconvertie en dépôt                                     | [ 17 ]     |
| El Hamma | Synagogue                | El Hamma                 | 33° 52′ 55″ N, 9° 48′ 03″ E  | Incendiée dans le contexte de la guerre entre Israël et le Hamas (2023) | ,          |
| Matmata  | Synagogue                | Matmata                  | 33° 32′ 57″ N, 9° 57′ 20″ E  | Abandonnée                                                              | [ 20 ]     |
| Tamezret | Synagogue                | Tamezret                 | 33° 32′ 13″ N, 9° 52′ 02″ E  | En activité                                                             | [ 21 ]     |

## Gouvernorat de Gafsa
| Localité   | Nom       | Image      | Coordonnées                 | État                                                            | Références |
| ---------- | --------- | ---------- | --------------------------- | --------------------------------------------------------------- | ---------- |
| Gafsa      | Synagogue | Gafsa      | 34° 25′ 09″ N, 8° 47′ 17″ E | Abandonnée                                                      | [ 22 ]     |
| El Guettar | Synagogue | El Guettar |                             | Détruite                                                        | [ 23 ]     |
| Métlaoui   | Synagogue | Métlaoui   | 34° 18′ 51″ N, 8° 24′ 43″ E | Désaffectée et reconvertie en habitation et en partie effondrée | [ 24 ]     |

## Gouvernorat de Jendouba
| Localité  | Nom       | Image     | Coordonnées ou adresse      | État                                                         | Références |
| --------- | --------- | --------- | --------------------------- | ------------------------------------------------------------ | ---------- |
| Jendouba  | Synagogue | Jendouba  | rue Thiers (Ali-Belhouane)  | Désaffectée et reconvertie en centre de formation des femmes | [ 25 ]     |
| Bou Salem | Synagogue | Bou Salem | 36° 36′ 34″ N, 8° 58′ 09″ E | Détruite                                                     | [ 26 ]     |

## Gouvernorat de Kairouan
| Localité       | Nom       | Image          | Coordonnées                  | État                                                              | Références |
| -------------- | --------- | -------------- | ---------------------------- | ----------------------------------------------------------------- | ---------- |
| Kairouan       | Synagogue | Kairouan       | 35° 40′ 42″ N, 10° 06′ 00″ E | Désaffectée et reconvertie en médersa puis partiellement en ruine | [ 27 ]     |
| Hajeb El Ayoun | Synagogue | Hajeb El Ayoun |                              | Détruite                                                          | [ 28 ]     |

## Gouvernorat de Kasserine
| Localité  | Nom       | Image     | Coordonnées | État        | Références |
| --------- | --------- | --------- | ----------- | ----------- | ---------- |
| Kasserine | Synagogue | Kasserine |             | Désaffectée | [ 29 ]     |
| Sbeïtla   | Synagogue | Sbeïtla   |             | Désaffectée | [ 30 ]     |
| Thala     | Synagogue | Thala     |             | Détruite    | [ 29 ]     |

## Gouvernorat de Kébili
| Localité | Nom       | Image  | Coordonnées                 | État                                                | Références |
| -------- | --------- | ------ | --------------------------- | --------------------------------------------------- | ---------- |
| Kébili   | Synagogue | Kébili | 33° 42′ 15″ N, 8° 58′ 20″ E | Désaffectée et reconvertie en boutiques et ateliers | [ 31 ]     |
| Douz     | Synagogue | Douz   | 33° 27′ 18″ N, 9° 01′ 33″ E | Détruite                                            | [ 32 ]     |

## Gouvernorat du Kef
| Localité | Nom                    | Image                  | Coordonnées ou adresse      | État                                       | Références |
| -------- | ---------------------- | ---------------------- | --------------------------- | ------------------------------------------ | ---------- |
| Le Kef   | Synagogue de la Ghriba | Synagogue de la Ghriba | 36° 10′ 50″ N, 8° 42′ 51″ E | Désaffectée et reconvertie en musée (1994) | [ 33 ]     |
| Dahmani  | Synagogue              | Dahmani                | avenue de la République     | Affectée à une société de bienfaisance     | [ 34 ]     |

## Gouvernorat de Mahdia
| Localité | Nom       | Image  | Coordonnées                  | État       | Références |
| -------- | --------- | ------ | ---------------------------- | ---------- | ---------- |
| Mahdia   | Synagogue | Mahdia | 35° 30′ 17″ N, 11° 04′ 08″ E | Abandonnée | [ 35 ]     |

## Gouvernorat de la Manouba
| Localité | Nom       | Image    | Coordonnées ou adresse | État            | Références |
| -------- | --------- | -------- | ---------------------- | --------------- | ---------- |
| Tebourba | Synagogue | Tebourba | rue de la Ceinture     | Détruite (1942) | [ 13 ]     |

## Gouvernorat de Médenine
| Localité                 | Nom                                       | Image                     | Coordonnées                  | État                   | Références |
| ------------------------ | ----------------------------------------- | ------------------------- | ---------------------------- | ---------------------- | ---------- |
| Erriadh (Hara Sghira)    | Synagogue de la Ghriba                    | Synagogue de la Ghriba    | 33° 48′ 50″ N, 10° 51′ 32″ E | En activité            | [ 36 ]     |
| Erriadh (Hara Sghira)    | Slat Trabelsiya                           | Slat Trabelsiya           | 33° 49′ 19″ N, 10° 51′ 16″ E | En activité            | [ 37 ]     |
| Erriadh (Hara Sghira)    | Yechivat Dighet                           | Yechivat Dighet           | 33° 49′ 18″ N, 10° 51′ 11″ E | Abandonnée             | [ 38 ]     |
| Erriadh (Hara Sghira)    | Yechivat hCohanim, Yechivat Rebbi Abraham | Yechivat hCohanim         | 33° 49′ 16″ N, 10° 51′ 16″ E | En activité            | [ 39 ]     |
| Erriadh (Hara Sghira)    | Yechiva Jdida                             | Yechiva Jdida             | 33° 49′ 13″ N, 10° 51′ 13″ E | Abandonnée             | [ 40 ]     |
| Erriadh (Hara Sghira)    | Slat Amram                                | Slat Amram                | 33° 49′ 17″ N, 10° 51′ 16″ E | Partiellement en ruine | [ 41 ]     |
| Erriadh (Hara Sghira)    | Yechivat Klifa Cohen                      | Yechivat Klifa Cohen      | 33° 49′ 16″ N, 10° 51′ 16″ E | Abandonnée             | [ 42 ]     |
| Erriadh (Hara Sghira)    | Alyat Rebbi Zakine Mazouz                 | Alyat Rebbi Zakine Mazouz | 33° 49′ 15″ N, 10° 51′ 17″ E | En activité            | [ 43 ]     |
| Houmt Souk (Hara Kebira) | Sla Kebira                                | Sla Kebira                | 33° 52′ 00″ N, 10° 52′ 09″ E | En activité            | [ 44 ]     |
| Houmt Souk (Hara Kebira) | Slat haCohanim                            | Slat haCohanim            | 33° 51′ 50″ N, 10° 52′ 06″ E | En activité            | [ 45 ]     |
| Houmt Souk (Hara Kebira) | Slat Eliezer                              | Slat Eliezer              | 33° 51′ 53″ N, 10° 52′ 11″ E | En activité            | [ 46 ]     |
| Houmt Souk (Hara Kebira) | Slat Rebbi Bezalel                        | Slat Rebbi Bezalel        | 33° 51′ 49″ N, 10° 51′ 58″ E | En activité            | [ 47 ]     |
| Houmt Souk (Hara Kebira) | Slat Rebbi Brahem                         | Slat Rebbi Brahem         | 33° 52′ 03″ N, 10° 52′ 05″ E | En activité            | [ 48 ]     |
| Houmt Souk (Hara Kebira) | Slat Rebbi Chalom                         | Slat Rebbi Chalom         | 33° 51′ 56″ N, 10° 52′ 04″ E | En activité            | [ 49 ]     |
| Houmt Souk (Hara Kebira) | Slat Hizkiya Perez                        | Slat Hizkiya Perez        | 33° 51′ 55″ N, 10° 52′ 09″ E | En activité            | [ 48 ]     |
| Houmt Souk (Hara Kebira) | Slat Rebbi Pinhas                         | Slat Rebbi Pinhas         | 33° 51′ 57″ N, 10° 52′ 06″ E | En activité            | [ 50 ]     |
| Houmt Souk (Hara Kebira) | Slat Trabelsiya                           | Slat Trabelsiya           | 33° 51′ 57″ N, 10° 52′ 06″ E | Reconstruite (2006)    | [ 50 ]     |
| Houmt Souk (Hara Kebira) | Alyat Ishaq Houri                         | Alyat Ishaq Houri         | 33° 51′ 53″ N, 10° 51′ 59″ E | En activité            | [ 51 ]     |
| Houmt Souk (Hara Kebira) | Alyat Rebbi Sassi                         | Alyat Rebbi Sassi         | 33° 52′ 00″ N, 10° 52′ 05″ E | En activité            | [ 51 ]     |
| Houmt Souk (Hara Kebira) | Oratoire Maatouk Haddad                   | Oratoire Maatouk Haddad   | 33° 52′ 03″ N, 10° 52′ 07″ E | Abandonnée             | [ 51 ]     |
| Houmt Souk (Hara Kebira) | Oratoire Menahem Houri                    | Oratoire Menahem Houri    | 33° 51′ 54″ N, 10° 52′ 11″ E | Partiellement en ruine | [ 51 ]     |
| Houmt Souk (Hara Kebira) | Oratoire Sabban                           | Oratoire Sabban           | 33° 51′ 54″ N, 10° 52′ 07″ E | En activité            | [ 51 ]     |
| Houmt Souk               | Synagogue Pariente                        | Pariente                  | 33° 52′ 44″ N, 10° 51′ 03″ E | En activité            | [ 52 ]     |
| Médenine                 | Synagogue                                 | Médenine                  |                              | Détruite (années 1990) | [ 53 ]     |
| Ben Gardane              | Synagogue                                 | Ben Gardane               | 33° 08′ 17″ N, 11° 13′ 02″ E | Détruite               | [ 54 ]     |
| Metameur                 | Synagogue                                 | Metameur                  | 33° 22′ 13″ N, 10° 26′ 15″ E | En ruine               | [ 55 ]     |
| Zarzis                   | Synagogue                                 | Zarzis                    | 33° 30′ 33″ N, 11° 06′ 24″ E | Reconstruite (1999)    | [ 56 ]     |
| Mouansa                  | Synagogue                                 | Mouansa                   |                              | Abandonnée             | [ 57 ]     |

## Gouvernorat de Monastir
| Localité | Nom       | Image    | Coordonnées ou adresse       | État                   | Références |
| -------- | --------- | -------- | ---------------------------- | ---------------------- | ---------- |
| Monastir | Synagogue | Monastir | 35° 46′ 27″ N, 10° 49′ 44″ E | Détruite (années 1980) | [ 58 ]     |
| Moknine  | Synagogue | Moknine  | 35° 37′ 53″ N, 10° 54′ 04″ E | Abandonnée             | [ 59 ]     |

## Gouvernorat de Nabeul
| Localité        | Nom                             | Image                      | Coordonnées                  | État                                                                         | Références |
| --------------- | ------------------------------- | -------------------------- | ---------------------------- | ---------------------------------------------------------------------------- | ---------- |
| Nabeul          | Grande synagogue                | Grande synagogue           | 36° 27′ 26″ N, 10° 44′ 08″ E | En activité                                                                  | [ 60 ]     |
| Nabeul          | Slat Karila et Mamou            | Slat Karila et Mamou       | 36° 27′ 22″ N, 10° 44′ 13″ E | En activité                                                                  | [ 60 ]     |
| Nabeul          | Yechiva Gaston Karila           | Yechiva Gaston Karila      | 36° 27′ 24″ N, 10° 44′ 12″ E | Abandonnée                                                                   | [ 60 ]     |
| Nabeul          | Talmud Thora                    | Talmud Thora               | 36° 27′ 27″ N, 10° 44′ 08″ E | Désaffectée                                                                  | [ 60 ]     |
| Nabeul          | Oratoire Rebbi Haï Guez         | Oratoire Rebbi Haï Guez    | 36° 27′ 18″ N, 10° 44′ 06″ E | Désaffectée                                                                  | [ 60 ]     |
| Nabeul          | Oratoire Fraïm Haddad           | Oratoire Fraïm Haddad      | 36° 27′ 22″ N, 10° 44′ 11″ E | Désaffectée                                                                  | [ 60 ]     |
| Nabeul          | Oratoire Barouma, Oratoire Guez | Oratoire Barouma           | 36° 27′ 22″ N, 10° 44′ 13″ E | Désaffectée                                                                  | [ 60 ]     |
| Nabeul          | Yechiva Mouchi Haddad           | Yechiva Mouchi Haddad      | 36° 27′ 26″ N, 10° 44′ 09″ E | Désaffectée                                                                  | [ 60 ]     |
| Nabeul          | Oratoire Beth Yacoub Mamou      | Oratoire Beth Yacoub Mamou | 36° 27′ 12″ N, 10° 44′ 00″ E | Désaffectée                                                                  | [ 60 ]     |
| Menzel Bouzelfa | Synagogue                       | Menzel Bouzelfa            |                              | Désaffectée et reconvertie en salle de répétition pour la fanfare municipale | [ 61 ]     |
| Soliman         | Synagogue                       | Soliman                    |                              | Désaffectée et partiellement détruite                                        | [ 62 ]     |

## Gouvernorat de Sfax
| Localité           | Nom                                            | Image                               | Coordonnées ou adresse             | État                                  | Références |
| ------------------ | ---------------------------------------------- | ----------------------------------- | ---------------------------------- | ------------------------------------- | ---------- |
| Sfax               | Grande synagogue                               | Grande synagogue                    | rue de la Synagogue                | Détruite (1943)                       | [ 63 ]     |
| Sfax               | Synagogue Mazouz Jda, Synagogue Abraham Mazouz | Synagogue Mazouz Jda                | 34° 44′ 06″ N, 10° 45′ 44″ E       | Désaffectée et reconvertie en magasin | [ 64 ]     |
| Sfax               | Synagogue Masliah                              | Synagogue Masliah                   | rue de Jérusalem                   | Détruite (1943)                       | [ 64 ]     |
| Sfax               | Synagogue Sdika                                | Synagogue Sdika                     | rue Jules-Ferry                    | Détruite (1943)                       | [ 64 ]     |
| Sfax               | Synagogue Hebrat Ha-Zohar                      | Synagogue Hebrat Ha-Zohar           | rue d'Alger                        | Détruite (1943)                       | [ 64 ]     |
| Sfax               | Synagogue Nahmias                              | Synagogue Nahmias                   | 34° 44′ 04″ N, 10° 45′ 44″ E       | Détruite (1943)                       | [ 64 ]     |
| Sfax               | Synagogue Boukhors                             | Synagogue Boukhors                  | rue Barthélemy-Saint-Hilaire       | Détruite (1943)                       | [ 65 ]     |
| Sfax               | Synagogue Zerah                                | Synagogue Zerah                     | rue Flatters                       | Détruite (1943)                       | [ 63 ]     |
| Sfax               | Synagogue Didi                                 | Synagogue Didi                      | rue du Colonel Ramond (Tahar-Sfar) | Détruite (1943)                       | [ 66 ]     |
| Sfax               | Grande synagogue Beth-El                       | Grande synagogue Beth-El            | 34° 43′ 56″ N, 10° 45′ 29″ E       | Restaurée                             | [ 67 ]     |
| Sfax               | Synagogue Edmond Azria                         | Synagogue Edmond Azria              | 34° 43′ 49″ N, 10° 45′ 54″ E       | Abandonnée                            | [ 68 ]     |
| Sfax               | Synagogue Chouchan et Khamous Azria            | Synagogue Chouchan et Khamous Azria | 34° 43′ 44″ N, 10° 45′ 35″ E       | Détruite                              | [ 66 ]     |
| Sfax               | Synagogue Guez                                 | Synagogue Guez                      | 34° 44′ 03″ N, 10° 45′ 54″ E       | Désaffectée                           | [ 64 ]     |
| Sfax               | Synagogue de l'AIU                             | Synagogue de l'AIU                  | 34° 43′ 59″ N, 10° 45′ 58″ E       | Désaffectée                           | [ 68 ]     |
| Sfax               | Synagogue de l'ancienne gendarmerie            | Synagogue de l'ancienne gendarmerie | 34° 44′ 32″ N, 10° 45′ 49″ E       | Désaffectée                           | [ 68 ]     |
| Sfax               | Synagogue Ankri Debbir                         | Synagogue Ankri Debbir              |                                    | Désaffectée                           | [ 68 ]     |
| Sfax               | Synagogue Elie Bouhnik                         | Synagogue Elie Bouhnik              |                                    | Désaffectée                           | [ 68 ]     |
| Sfax               | Synagogue Nataf                                | Synagogue Nataf                     | 34° 43′ 56″ N, 10° 45′ 11″ E       | Désaffectée                           | [ 68 ]     |
| Sfax (Picville)    | Synagogue Zeitoun, Temple Zeitoun              | Synagogue Zeitoun                   | 34° 44′ 06″ N, 10° 45′ 11″ E       | Désaffectée                           | [ 66 ]     |
| Sfax (Moulinville) | Synagogue Azria Matouk                         | Synagogue Azria Matouk              |                                    | Désaffectée                           | [ 66 ]     |

## Gouvernorat de Sidi Bouzid
Aucune synagogue n'est recensée sur le territoire du gouvernorat de Sidi Bouzid.

## Gouvernorat de Siliana
Aucune synagogue n'est recensée sur le territoire du gouvernorat de Siliana.

## Gouvernorat de Sousse
| Localité | Nom                          | Image                        | Coordonnées ou adresse       | État        | Références |
| -------- | ---------------------------- | ---------------------------- | ---------------------------- | ----------- | ---------- |
| Sousse   | Synagogue                    | Dar Essaïs                   | rue Dar Essaïs               | Détruite    | [ 69 ]     |
| Sousse   | Grande synagogue             | Grande synagogue             | 35° 49′ 33″ N, 10° 38′ 23″ E | Abandonnée  | [ 70 ]     |
| Sousse   | Oratoire de la rue de Sicile | Oratoire de la rue de Sicile | 35° 49′ 38″ N, 10° 38′ 17″ E | Désaffectée | [ 69 ]     |
| Sousse   | Synagogue Keter Torah        | Synagogue Keter Torah        | 35° 49′ 56″ N, 10° 38′ 23″ E | En activité | [ 71 ]     |
| Sousse   | Oratoire Haï Moatti          | Oratoire Haï Moatti          | place Forgemol               | Désaffectée | [ 72 ]     |
| Sousse   | Slat Bibi                    | Slat Bibi                    | 35° 50′ 01″ N, 10° 38′ 18″ E | Désaffectée | [ 72 ]     |
| Enfida   | Synagogue                    | Enfida                       |                              | Désaffectée | [ 73 ]     |

## Gouvernorat de Tataouine
| Localité  | Nom           | Image         | Coordonnées                  | État       | Références |
| --------- | ------------- | ------------- | ---------------------------- | ---------- | ---------- |
| Tataouine | Synagogue     | Tataouine     | 32° 55′ 42″ N, 10° 26′ 58″ E | Abandonnée | [ 74 ]     |
| Tataouine | Slat Guedicha | Slat Guedicha | 32° 55′ 40″ N, 10° 27′ 00″ E | Détruite   | [ 74 ]     |

## Gouvernorat de Tozeur
| Localité | Nom       | Image  | Coordonnées                 | État                                     | Références |
| -------- | --------- | ------ | --------------------------- | ---------------------------------------- | ---------- |
| Tozeur   | Synagogue | Tozeur | 33° 55′ 14″ N, 8° 08′ 20″ E | Désaffectée et reconvertie en café       | [ 75 ]     |
| Nefta    | Synagogue | Nefta  |                             | Désaffectée et reconvertie en habitation | [ 76 ]     |

## Gouvernorat de Tunis
| Localité    | Nom                                              | Image                                | Coordonnées ou adresse                   | État                                              | Références |
| ----------- | ------------------------------------------------ | ------------------------------------ | ---------------------------------------- | ------------------------------------------------- | ---------- |
| Tunis       | Grande synagogue                                 | Grande synagogue                     | 36° 48′ 37″ N, 10° 10′ 48″ E             | En activité                                       | [ 77 ]     |
| Tunis       | Grande synagogue de la Hara                      | Grande synagogue de la Hara          | 36° 48′ 09″ N, 10° 10′ 12″ E             | Détruite (1961)                                   | [ 78 ]     |
| Tunis       | Temple Bet Chalom, Temple George Abitbol         | Temple Bet Chalom                    | 36° 48′ 37″ N, 10° 10′ 48″ E             | En activité                                       | [ 79 ]     |
| Tunis       | Temple Bet Yaacov, Temple Cohen                  | Temple Bet Yaacov                    | 36° 48′ 05″ N, 10° 10′ 47″ E             | Désaffectée                                       | [ 80 ]     |
| Tunis       | Temple El Hobra                                  | Temple El Hobra                      | 36° 48′ 07″ N, 10° 10′ 14″ E             | Détruite                                          | [ 81 ]     |
| Tunis       | Temple Knesset Israël, Slat Guedid               | Temple Knesset Israël                | 36° 48′ 05″ N, 10° 10′ 16″ E             | Désaffectée et reconvertie en centre de formation | [ 82 ]     |
| Tunis       | Temple Bet Sion                                  | Temple Bet Sion                      | 2, impasse de l'Essieu                   | Détruite                                          | [ 83 ]     |
| Tunis       | Temple Simah Sarfati                             | Temple Simah Sarfati                 | 36° 48′ 09″ N, 10° 10′ 12″ E             | Détruite                                          | [ 83 ]     |
| Tunis       | Temple Rebbi Ichoua Bessis                       | Temple Rebbi Ichoua Bessis           | 6, impasse du Pilier                     | Détruite                                          | [ 81 ]     |
| Tunis       | Temple Nathan                                    | Temple Nathan                        | 36° 48′ 07″ N, 10° 10′ 26″ E             | Désaffectée                                       | [ 84 ]     |
| Tunis       | Temple Rebbi Haïm                                | Temple Rebbi Haïm                    | 36° 48′ 08″ N, 10° 10′ 16″ E             | Détruite                                          | [ 85 ]     |
| Tunis       | Temple Rebbi Hillel                              | Temple Rebbi Hillel                  | 36° 48′ 00″ N, 10° 10′ 26″ E             | Désaffectée                                       | [ 85 ]     |
| Tunis       | Temple Caïd Nessim                               | Temple Caïd Nessim                   | 36° 48′ 13″ N, 10° 10′ 20″ E             | Désaffectée                                       | [ 84 ]     |
| Tunis       | Temple Nouvelle Hobra                            | Temple Nouvelle Hobra                | 36° 48′ 05″ N, 10° 10′ 11″ E             | Désaffectée                                       | [ 86 ]     |
| Tunis       | Temple Djemaa El Grana                           | Temple Djemaa El Grana               | rue Sidi El Morjani                      | Désaffectée                                       | [ 87 ]     |
| Tunis       | Temple Zramma                                    | Temple Zramma                        | 4, impasse Samama                        | Détruite                                          | [ 83 ]     |
| Tunis       | Temple Simah Guez                                | Temple Simah Guez                    | 5, impasse Djerad                        | Désaffectée                                       | [ 83 ]     |
| Tunis       | Temple Grand Rabbin Haïm Bellaïche               | Temple Grand Rabbin Haïm Bellaïche   | 4, rue d'Isly (Cologne)                  | En activité                                       | [ 79 ]     |
| Tunis       | Temple Rebbi Isaac Taïeb                         | Temple Rebbi Isaac Taïeb             | 36° 48′ 07″ N, 10° 10′ 09″ E             | Détruite                                          | [ 88 ]     |
| Tunis       | Temple Rebbi Mouchi Darmon                       | Temple Rebbi Mouchi Darmon           | 22, rue El Meslekh                       | Détruite                                          | [ 89 ]     |
| Tunis       | Temple Chalom Bessis                             | Temple Chalom Bessis                 | 20, rue Sidi Mefredj                     | Désaffectée                                       | [ 83 ]     |
| Tunis       | Temple Zirah Ishaq                               | Temple Zirah Ishaq                   | impasse des Jumeaux                      | Détruite                                          | [ 89 ]     |
| Tunis       | Temple El Ghriba                                 | Temple El Ghriba                     | 3, rue de la Hafsia                      | Désaffectée                                       | [ 90 ]     |
| Tunis       | Temple Nahmias                                   | Temple Nahmias                       | 13, rue El Khemira                       | Désaffectée                                       | [ 83 ]     |
| Tunis       | Temple Vaïs                                      | Temple Vaïs                          | impasse du Médecin                       | Désaffectée                                       | [ 83 ]     |
| Tunis       | Temple Rebbi Baroukh Fitoussi                    | Temple Rebbi Baroukh Fitoussi        | 16, impasse des Musiciens                | Détruite                                          | [ 83 ]     |
| Tunis       | Temple Rebbi Ouziel                              | Temple Rebbi Ouziel                  | 36° 48′ 07″ N, 10° 10′ 17″ E             | Détruite                                          | [ 89 ]     |
| Tunis       | Temple Hakham Sapira                             | Temple Hakham Sapira                 | 36° 48′ 08″ N, 10° 10′ 17″ E             | Détruite                                          | [ 89 ]     |
| Tunis       | Temple Rebbi Mouchi Darmon                       | Temple Rebbi Mouchi Darmon           | 36° 48′ 08″ N, 10° 10′ 18″ E             | Détruite                                          | [ 83 ]     |
| Tunis       | Temple Brami                                     | Temple Brami                         | 7, rue Achour                            | Désaffectée                                       | [ 83 ]     |
| Tunis       | Temple Zdoud                                     | Temple Zdoud                         | 107, souk El Hout                        | Détruite                                          | [ 83 ]     |
| Tunis       | Temple Jacob Chemla                              | Temple Jacob Chemla                  | quartier Saint-Henri                     | Désaffectée                                       | [ 83 ]     |
| Tunis       | Temple Abraham Sitbon                            | Temple Abraham Sitbon                | 10, rue El Moulla                        | Détruite                                          | [ 83 ]     |
| Tunis       | Temple Caïd Eliahou Samama                       | Temple Caïd Eliahou Samama           | 29, rue Sidi Khalf                       | Désaffectée                                       | [ 83 ]     |
| Tunis       | Temple Fellah Cattan                             | Temple Fellah Cattan                 | 23, rue Sidi Mardoum                     | Désaffectée                                       | [ 83 ]     |
| Tunis       | Temple Caïd Abraham Menahim, Temple Mouchi Cohen | Temple Caïd Abraham Menahim          | 39, rue de la Verrerie                   | Désaffectée et reconvertie en magasin             | [ 83 ]     |
| Tunis       | Temple Bismuth Harhar                            | Temple Bismuth Harhar                | 24, rue Sidi Bou Hadid                   | Désaffectée                                       | [ 83 ]     |
| Tunis       | Temple Rebbi Eliahou Naamane                     | Temple Rebbi Eliahou Naamane         | 36° 48′ 13″ N, 10° 10′ 18″ E             | Désaffectée                                       | [ 83 ]     |
| Tunis       | Temple Abraham Arous                             | Temple Abraham Arous                 | 7, rue Sidi Sifiane                      | Désaffectée                                       | [ 83 ]     |
| Tunis       | Temple Caïd Abraham Samama                       | Temple Caïd Abraham Samama           | 5, rue Er-Raccah                         | Désaffectée                                       | [ 83 ]     |
| Tunis       | Temple Khamous Baroukh                           | Temple Khamous Baroukh               | 56, rue des Protestants                  | Désaffectée                                       | [ 83 ]     |
| Tunis       | Temple Elfassi                                   | Temple Elfassi                       | 36° 48′ 02″ N, 10° 10′ 24″ E             | En ruine                                          | [ 91 ]     |
| Tunis       | Temple Rebbi Youda Nizard                        | Temple Rebbi Youda Nizard            | 36° 48′ 02″ N, 10° 10′ 26″ E             | Désaffectée                                       | [ 88 ]     |
| Tunis       | Temple Zarhi                                     | Temple Zarhi                         | 24, rue El Karamed                       | Désaffectée                                       | [ 83 ]     |
| Tunis       | Temple Freiha                                    | Temple Freiha                        | 4, rue El Moulla                         | Détruite                                          | [ 92 ]     |
| Tunis       | Temple Youssef Madar                             | Temple Youssef Madar                 | 14, impasse El Ouarglia                  | Désaffectée                                       | [ 79 ]     |
| Tunis       | Temple Rahmine Haddad                            | Temple Rahmine Haddad                | 14, rue Sidi Bou Krissan                 | Désaffectée                                       | [ 79 ]     |
| Tunis       | Temple Sassi Smila                               | Temple Sassi Smila                   | 7bis, rue Sidi Bou Krissan               | Désaffectée                                       | [ 93 ]     |
| Tunis       | Temple Karoubi                                   | Temple Karoubi                       | 7, place Bab Souika                      | Désaffectée                                       | [ 83 ]     |
| Tunis       | Temple Saül Boublil                              | Temple Saül Boublil                  | 20, rue Bab Souika                       | Désaffectée                                       | [ 83 ]     |
| Tunis       | Temple Abraham Nini Guez                         | Temple Abraham Nini Guez             | 1, rue de Sparte                         | Désaffectée                                       | [ 83 ]     |
| Tunis       | Temple Rebbi Micaël Saada                        | Temple Rebbi Micaël Saada            | 24, rue Tronja                           | Désaffectée                                       | [ 83 ]     |
| Tunis       | Temple Messaoud Haouzi                           | Temple Messaoud Haouzi               | 7, place du 7-Mai 1943 (Monnaie)         | Désaffectée                                       | [ 83 ]     |
| Tunis       | Temple Elie Bessis                               | Temple Elie Bessis                   | 8, rue de Souk-Ahras                     | Désaffectée                                       | [ 79 ]     |
| Tunis       | Temple Haï Bessis                                | Temple Haï Bessis                    | 41, avenue Jules-Ferry (Habib-Bourguiba) | Détruite                                          | [ 79 ]     |
| Tunis       | Temple Salomon Hayat                             | Temple Salomon Hayat                 | 36° 48′ 07″ N, 10° 10′ 52″ E             | Désaffectée                                       | [ 79 ]     |
| Tunis       | Temple David Sitbon Berkaiak                     | Temple David Sitbon Berkaiak         | 31, rue Bab Souika                       | Désaffectée                                       | [ 83 ]     |
| Tunis       | Temple Édouard Fellous                           | Temple Édouard Fellous               | 36° 49′ 00″ N, 10° 10′ 39″ E             | Désaffectée                                       | [ 94 ]     |
| Tunis       | Temple Haï Hayat                                 | Temple Haï Hayat                     | 46, rue de Corse                         | Désaffectée                                       | [ 83 ]     |
| Tunis       | Temple Youssef Parienti                          | Temple Youssef Parienti              | 31, rue de l'Alfa (Ali-Belhouane)        | Désaffectée                                       | [ 83 ]     |
| Tunis       | Temple Samuel Bonan                              | Temple Samuel Bonan                  | 9, rue de l'Alfa (Ali-Belhouane)         | Désaffectée (1997)                                | [ 83 ]     |
| Tunis       | Temple Rebbi Haïm Perez                          | Temple Rebbi Haïm Perez              | 9, rue de Pise (Medjez el-Bab)           | En activité                                       | [ 79 ]     |
| Tunis       | Temple Isaac Adda                                | Temple Isaac Adda                    | 4, place Sidi El Bahri                   | Désaffectée                                       | [ 79 ]     |
| Tunis       | Temple Rebbi Youssef Fellous                     | Temple Rebbi Youssef Fellous         | 1, rue Sidi Sifiane                      | Désaffectée                                       | [ 83 ]     |
| Tunis       | Temple Rebbi Eliahou Cohen                       | Temple Rebbi Eliahou Cohen           | 8, rue Sidi Sifiane                      | Désaffectée                                       | [ 83 ]     |
| Tunis       | Temple Yacoub Lumbroso                           | Temple Yacoub Lumbroso               | 24, rue Sidi Sifiane                     | Désaffectée                                       | [ 83 ]     |
| Tunis       | Temple Albert Fréoua                             | Temple Albert Fréoua                 | 20, rue Chanzy (Djebel Bargou)           | Désaffectée                                       | [ 79 ]     |
| Tunis       | Temple Youssef Belaïsh                           | Temple Youssef Belaïsh               | 42, rue Damrémont                        | Désaffectée                                       | [ 83 ]     |
| Tunis       | Temple Grand Rabbin Eliahou Borgel               | Temple Grand Rabbin Eliahou Borgel   | 36° 48′ 21″ N, 10° 10′ 42″ E             | Désaffectée                                       | [ 79 ]     |
| Tunis       | Temple Abraham Gozlan                            | Temple Abraham Gozlan                | 36° 48′ 20″ N, 10° 10′ 33″ E             | Désaffectée                                       | [ 79 ]     |
| Tunis       | Temple Grand Rabbin Israël Zeitoun               | Temple Grand Rabbin Israël Zeitoun   | 36° 48′ 22″ N, 10° 10′ 42″ E             | Désaffectée                                       | [ 94 ]     |
| Tunis       | Temple Yochevet Sion                             | Temple Yochevet Sion                 | 36° 48′ 13″ N, 10° 10′ 32″ E             | Désaffectée                                       | [ 83 ]     |
| Tunis       | Temple Bet Aron                                  | Temple Bet Aron                      | 63, rue Kléber                           | Désaffectée                                       | [ 83 ]     |
| Tunis       | Temple Youda Messika                             | Temple Youda Messika                 | 2, rue de Menton                         | Désaffectée                                       | [ 83 ]     |
| Tunis       | Temple Mouchi Koskas                             | Temple Mouchi Koskas                 | 36° 48′ 30″ N, 10° 10′ 49″ E             | Désaffectée                                       | [ 79 ]     |
| Tunis       | Temple Sadani Baranès                            | Temple Sadani Baranès                | 11, rue El Maharek                       | Désaffectée                                       | [ 83 ]     |
| Tunis       | Temple Spinosa                                   | Temple Spinosa                       | 8, impasse El Hanachi                    | Désaffectée                                       | [ 83 ]     |
| Tunis       | Temple Recasement Bab El Khadra                  | Temple Recasement Bab El Khadra      | rue El Tazarki                           | Désaffectée                                       | [ 83 ]     |
| Tunis       | Temple des Tripolitains                          | Temple des Tripolitains              | 36° 48′ 25″ N, 10° 10′ 35″ E             | Désaffectée                                       | [ 83 ]     |
| Tunis       | Temple Choua Brahmi                              | Temple Choua Brahmi                  | 71, rue des Glacières                    | Désaffectée                                       | [ 83 ]     |
| Tunis       | Temple Mouchi Jakubovicz                         | Temple Mouchi Jakubovicz             | 5, rue d'Isly (Cologne)                  | Désaffectée                                       | [ 83 ]     |
| Tunis       | Temple Bismuth et Haïk                           | Temple Bismuth et Haïk               | 36° 48′ 40″ N, 10° 10′ 45″ E             | Abandonnée                                        | [ 95 ]     |
| Tunis       | Oratoire Bou Hadma                               | Oratoire Bou Hadma                   | 13, rue Bab El Khadra                    | En activité                                       | [ 89 ]     |
| Tunis       | Oratoire Bouta Uzan                              | Oratoire Bouta Uzan                  | 25, rue Lafayette (Égypte)               | Désaffectée                                       | [ 96 ]     |
| Tunis       | Oratoire Belaisch et Gozlan                      | Oratoire Belaisch et Gozlan          | 13, avenue Garros (Hédi-Chaker)          | Désaffectée                                       | [ 79 ]     |
| Tunis       | Synagogue Beau-Site, Temple Isaac Behar          | Synagogue Beau-Site                  | rue d'Ispahan                            | Détruite                                          | [ 97 ]     |
| La Goulette | Temple Sion Sarfati                              | Temple Sion Sarfati                  | 36° 48′ 55″ N, 10° 18′ 10″ E             | Désaffectée                                       | [ 98 ]     |
| La Goulette | Temple Haïm Benattar                             | Temple Haïm Benattar                 | 36° 48′ 58″ N, 10° 18′ 17″ E             | Désaffectée                                       | [ 98 ]     |
| La Goulette | Temple Rebbi Rahmine Chemila                     | Temple Rebbi Rahmine Chemila         | 36° 48′ 59″ N, 10° 18′ 21″ E             | Désaffectée                                       | [ 98 ]     |
| La Goulette | Temple Belaisch et Gozlan                        | Temple Belaisch et Gozlan            | rue de Carthage                          | Désaffectée                                       | [ 98 ]     |
| La Goulette | Temple Sadani Uzan                               | Temple Sadani Uzan                   | rue de Carthage                          | Désaffectée                                       | [ 98 ]     |
| La Goulette | Temple Rebbi Haïm Uzan                           | Temple Rebbi Haïm Uzan               | 36° 49′ 12″ N, 10° 18′ 27″ E             | Désaffectée                                       | [ 98 ]     |
| La Goulette | Temple El Bratal                                 | Temple El Bratal                     | 36° 49′ 05″ N, 10° 18′ 24″ E             | Détruite (2009)                                   | [ 98 ]     |
| La Goulette | Temple Rebbi Mardochée Sitruk                    | Temple Rebbi Mardochée Sitruk        | 36° 49′ 09″ N, 10° 18′ 27″ E             | Désaffectée                                       | [ 98 ]     |
| La Goulette | Temple Rebbi Mardochée Didi                      | Temple Rebbi Mardochée Didi          | 36° 49′ 06″ N, 10° 18′ 17″ E             | Désaffectée                                       | [ 98 ]     |
| La Goulette | Temple Bessis, Temple de l'Hôpital               | Temple Bessis                        | 36° 49′ 17″ N, 10° 18′ 32″ E             | En activité                                       | [ 98 ]     |
| La Goulette | Temple Salomon Lasry                             | Temple Salomon Lasry                 | rue de Carthage                          | Désaffectée                                       | [ 98 ]     |
| La Goulette | Temple de la Maison de la Communauté             | Temple de la Maison de la Communauté | 36° 49′ 15″ N, 10° 18′ 33″ E             | Désaffectée                                       | [ 98 ]     |
| Le Kram     | Temple Bet Cohanim                               | Temple Bet Cohanim                   | 36° 49′ 58″ N, 10° 18′ 55″ E             | Détruite                                          | [ 98 ]     |
| La Marsa    | Temple Keren Ichoua                              | Temple Keren Ichoua                  | 36° 53′ 03″ N, 10° 20′ 00″ E             | En activité                                       | [ 99 ]     |

## Gouvernorat de Zaghouan
Aucune synagogue n'est recensée sur le territoire du gouvernorat de Zaghouan.